# Zesłanie

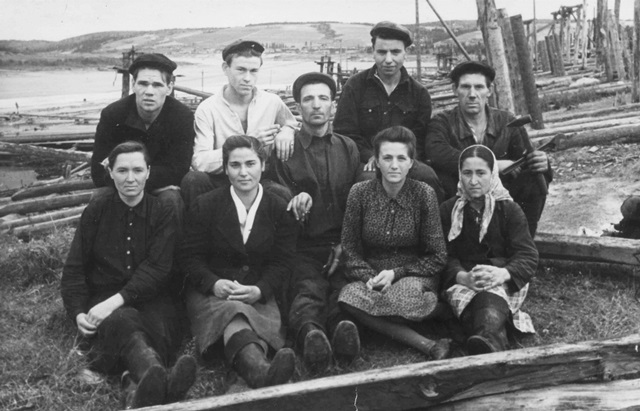
Tatarzy krymscy na zesłaniu

Zesłanie – kara polegająca na przymusowym przesiedleniu, z reguły do rejonu znacznie oddalonego od miejsca zamieszkania, ale znajdującego się pod kontrolą władz stosujących tę karę. Przeważnie jako miejsce zesłania władze wybierały obszary słabo zasiedlone i o niskim stopniu rozwoju cywilizacyjnego. Zesłanie może dotyczyć zarówno pojedynczych osób, jak i całych grup etnicznych. Często jest traktowane jako synonim deportacji. Szczególnie masowo z kary zesłania korzystano w Rosji.
Kara ta stosowana była już w starożytności, głównie z powodów politycznych. Liczne przypadki zesłania znane są w historii starożytnego Rzymu.

## Państwa kolonialne
W czasach nowożytnych, zesłanie było powszechną karą w państwach kolonialnych, zwłaszcza w Wielkiej Brytanii, która wysyłała skazanych głównie do Ameryki Północnej (do 1776, w sumie ok. 50 tys. więźniów) i Australii (do 1852) oraz we Francji, dla której podstawowymi miejscami zesłań były Gujana Francuska (do 1951) i Nowa Kaledonia (1854–1922, sumie ok. 22 tys. więźniów). Zesłania w tych krajach odbywały się na podstawie wyroku sądowego i dotyczyły prawie wyłącznie osób skazanych za przestępstwa kryminalne.

## Zesłanie wCarstwie Rosyjskim,Imperium Rosyjskim,RFSRRiZSRR

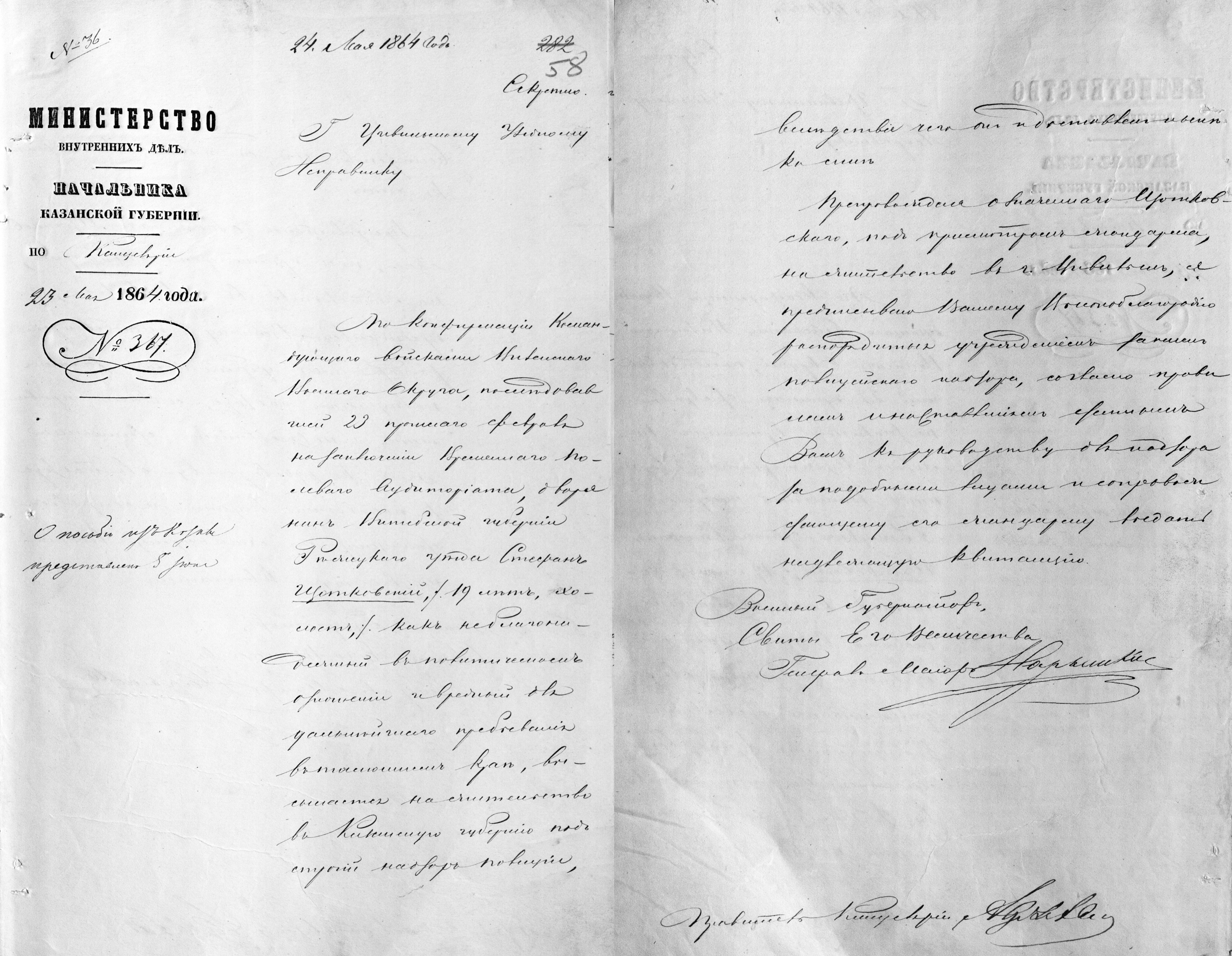
Decyzja o zesłaniu do Ciwilska w guberni kazańskiej Stefana Szczotkowskiego (ojca Zygmunta) „za nieprawomyślność polityczną” po powstaniu styczniowym

W Rosji zesłania były powszechną karą, ale również środkiem prewencji, co najmniej od początku XVI wieku. Do czasów Piotra I warunki kary zesłania nie były ściśle określone. Piotr I wyodrębnił karę katorgi, która od tej pory była odrębną karą względem zesłania. Obie kary zakładały przymusowe przesiedlenie, jednak katorga wiązała się z przymusową, ciężką fizycznie pracą bez wynagrodzenia i osadzeniem w specjalnych więzieniach dla katorżników, natomiast kara zesłania nie pozbawiała wolności osobistej, nie nakładała obowiązku pracy i umożliwiała pracę w wielu zawodach umysłowych. W późniejszym okresie różnice warunków odbywania katorgi i zesłania były dość niewielkie w przypadku katorżników skazanych za mniejsze przestępstwa, zwłaszcza po odbyciu części kary. Mogli oni wówczas mieszkać poza więzieniem i mieli szerszy wybór lżejszej pracy. Z kolei skazanym na zesłanie, zwłaszcza z powodów politycznych, mocno ograniczano możliwość wykonywania zawodów wyzwolonych czy urzędniczych. Jednak zawsze istniała różnica prawna oraz nakazu pracy. Większość osób po odbyciu katorgi odbywała jeszcze karę zesłania, choć w takim przypadku pozostawiano im znaczny wybór miejsca osiedlenia i możność podróżowania w obrębie np. guberni.
W pierwszym okresie miejscem zesłań były głównie północne obszary europejskiej części Rosji. Zsyłano wówczas wyłącznie z powodów politycznych lub religijnych. Niepewnych politycznie, ale nie oskarżonych o działania wrogie wobec władzy, członków rodziny panującej lub możnowładców, zwłaszcza kobiety i dzieci zsyłano także do prowincjonalnych miast lub klasztorów w centralnej Rosji. Od początków XVII wieku zaczęto zsyłać także na Syberię, wtedy też pojawiła się praktyka zsyłania jeńców wojennych. Pierwszy znany przypadek zesłania na Syberię dotyczy mieszkańców miasta Uglicz, których zesłano formalnie za to, że 15 maja 1591 po odkryciu ciała małoletniego następcy tronu Dymitra, dokonali samosądu na kilku osobach podejrzanych o morderstwo lub niechęć do carewicza. Choć samosądu dokonała grupa ludzi, to zesłano wszystkich obywateli miasta. Do zesłania przyczyniły się niepotwierdzone pogłoski o tym, że carewicza zamordował ktoś z obywateli miasta. Ugliczan przesiedlono w 1593 na Ural, gdzie zbudowali osadę Pełym. Zsyłką oficjalnie objęto również dzwon, w który bito na alarm po odkryciu zwłok (co spowodowało zgromadzenie się tłumu i w konsekwencji rozruchy). Uroczyście utrącono mu ucho, odcięto serce, wybatożono i wywieziono do Tobolska (powrócił z zesłania w 1892). Pierwszymi słynnymi syberyjskimi zesłańcami indywidualnymi była bojarska rodzina Romanowów (Iwan i Wasilij z rodzinami), późniejszych władców Rosji. Zesłał ich do Pełymu car Borys Godunow w 1601 i byli tam do 1602. Z 1617 znane jest pierwsze zesłanie jeńców wojennych, w postaci 60 Polaków i Litwinów osiedlonych w okolicy Tobolska. Generalnie w okresie 1593 – 1645 zesłano na Syberię 1500 osób, w tym 600 jeńców (głównie Polaków i Litwinów, ale także Szwedów i Tatarów).
Drugi okres zesłań, cechujący się wielkim wzrostem liczby zesłańców oraz zmianą składu społecznego i narodowego zesłanych, zaczął się w 1649, gdy po raz pierwszy wprowadzono karę zesłania za przestępstwa kryminalne (opuszczenie wsi przez poddanych). Nastąpiła szybka zmiana prawa, nakierowana m.in. na jak najszerszą zamianę kar śmierci na dożywotnie zesłanie. Od tego czasu starano się preferować wysyłanie na Syberię, a nie na północ europejskiej Rosji. W 1653 wprowadzono karę zsyłki za kradzież, rozbój i fałszowanie pieniędzy, w 1669 za włóczęgostwo, a na początku XVIII wieku także za dezercję z armii i za niemoralne prowadzenie się duchownych. Wtedy też wprowadzono pojęcie katorgi. Wobec wszystkich tych kategorii zesłanie było karą dodatkową poprzedzoną różnymi okaleczeniami i piętnowaniem. Od 1762 na zesłanie, a od 1765 na katorgę mogli wysyłać chłopów pańszczyźnianych również ich właściciele. Był to pierwszy przypadek, gdy o zesłaniu decydował ktoś inny niż władze.
Drugą cechą tego okresu zesłań był wielki wzrost zesłanych z powodów religijnych, politycznych oraz narodowościowych. Zajęcie wschodniej Ukrainy przez Rosję w 1654 i późniejsza walka z niezależnym kozactwem zainicjowała falę zesłanych Kozaków, stłumienie buntu strzelców przez cara Piotra I w 1698 przyniosło około 3 tys. zesłanych, a rozprawa z opozycyjnymi bojarami przez carycę Annę w latach 1731–1740 spowodowała wysłanie głównie na Syberię 20 tys. ludzi. Największą falę zesłanych przyniosły zesłania raskolników zaczęte w 1653 i trwające intensywnie do końca XVIII wieku. Liczbę zesłanych szacuje się na ponad 100 tys. ludzi.
Trzeci okres historii zesłań zaczyna się w 1822, kiedy uchwalono reformę Spieranskiego. W zakresie więziennictwa polegała ona na utworzeniu centralnej (w Tobolsku) i lokalnej administracji więziennej, która miała prowadzić rejestr zesłanych i pilnować przestrzegania terminów zwolnień (wcześniej z reguły wszystkich traktowano jako dożywotnich). Miała także dbać o umieszczanie zesłańców w osadach, gdzie były wolne domy na ich przyjęcie oraz o zapewnienie im środków do życia. Zapewniono także wypłatę wynagrodzeń za wykonywaną pracę. Na trasie transportu zesłańców zbudowano liczne więzienia etapowe, celem polepszenia warunków podróży. Dzieci katorżników uznano za ludzi wolnych. Stworzono możliwość składania skarg i system kontroli nad nadużyciami wobec zesłańców, choć nie działał on wydajnie. Zbudowano osady (27 we wschodniej Syberii) przeznaczonych wyłącznie dla zesłańców, przy czym po 1850 osady te upadły.
Okres ten, podobnie jak koniec poprzedniego, cechował się wielką ilością zesłanych, z których prawie wszystkich kierowano na Syberię (od 1868 również do dzisiejszego północnego Kazachstanu, traktowanego wtedy jako część Syberii).

## Liczba zesłanych w Rosji carskiej
W latach 1807–1870 zesłano na Syberię 460 tysięcy osób. W okresie 1853–1862: 101 tysięcy, a w latach 1863–1872: 146 tysięcy. W drugiej połowie XIX wieku liczba zsyłanych na Syberię wahała się w granicach 10 – 15 tysięcy rocznie, a liczba zesłanych mieszkających na Syberii przekraczała 250 tysięcy osób (w 1891 – 260 tys., 1898 – 299 tys. zesłanych i 10 700 katorżników). Dodatkowo w XIX wieku dość dużo osób odbywało karę zesłania w rejonie Kaukazu, a niewielka liczba osób także w prowincjonalnych miastach Rosji europejskiej.

## Warunki życia zesłańców w Rosji
W pierwszym okresie zesłań (XVI – XVII wiek) warunki zesłań były bardzo ciężkie, a śmiertelność duża. Nie było wówczas więzień etapowych, a stan dróg do miejsca zesłania był bardzo zły. Zesłanie rzadko kiedy było jedyną karą, przeważnie wcześniej skazanych poddawano chłoście, piętnowaniu i odcięciu członków (języka, nosa) po czym bez okresu leczenia wysyłano w drogę. Osłabienie związane z torturami oraz trudności podróży skutkowały dużą umieralnością w podróży. W tym czasie nie było żadnej infrastruktury więziennictwa w rejonie zesłań, zesłańcy sami musieli budować domy dla siebie i zagospodarowywać się, nie mając prawa do pomocy materialnej ze strony państwa, a także z reguły nie mając majątku, który był konfiskowany mocą wyroku. Akcja osadnicza odbywała się w rejonach wybranych ze względu na surowość klimatu i brak cywilizacji. Brak nawet teoretycznej kontroli nad stosunkiem miejscowych władz do zesłańców powodował niezwykle częste nadużycia, w tym powszechne kary fizyczne. Zakaz opuszczania miejsca zesłania był wówczas ściśle przestrzegany, podobnie jak i zakaz zatrudniania politycznych i religijnych zesłańców na stanowiskach ułatwiających egzystencję. Ważniejsi zesłańcy polityczni i prawie wszyscy religijni byli trzymani w celach klasztornych lub więziennych, często w łańcuchach (np. na Wyspach Sołowieckich). Nie określano okresu zesłania. W zasadzie był on dożywotni. Potomkowie zesłańców, a zwłaszcza katorżników mieli również status zesłańca.
Jeńców wojennych traktowano znacznie lepiej. Zesłania nie poprzedzały tortury, mieli oni oficjalną zgodę na podejmowanie pracy w administracji państwowej lub służby wojskowej. Przeszkolenie wojskowe, a czasami i wykształcenie powodowało, że od początku swej zsyłki byli pod opieką władz miejsca zesłania, które odczuwały brak kadr (zwłaszcza na Syberii). Skutkowało to lepszym traktowaniem zarówno w trakcie transportu, jak i pobytu. Od 1630, na mocy ukazu cara, każdy jeniec szlacheckiego pochodzenia po przejściu na prawosławie otrzymywał szlachectwo rosyjskie. Większość jeńców była dość szybko zwalniana, po zawarciu pokoju z krajem macierzystym, często próbowano też ich werbować do służby carskiej nadając liczne przywileje. Dzieci jeńców miały status ludzi wolnych.
Po reformie Spereńskiego w 1822 ustalono warunki odbywania kary zesłania, które były później z reguły zaostrzane.
Transport. Wyznaczono jedną trasę transportu zesłańców z Europy do wschodniej Syberii (przez Kazań, Orenburg, Tobolsk) podzieloną na 61 etapów (po 54 – 64 km każdy). Wszyscy skazani na katorgę oraz osoby skazane na dożywotnie lub długotrwałe osiedlenie (zdecydowana większość skazanych) musieli wędrować pieszo w kajdanach. Dzienne normy marszu wynosiły 21 do 42 kilometrów. Po dwóch dniach marszu był dzień odpoczynku. Skazani na krótki okres zesłania wiezieni byli wozami konnymi, a skazani o wysokiej pozycji społecznej i nie obciążeni wyrokiem za zdradę stanu mogli uzyskać zgodę władz na podróż na swój koszt własnym powozem i z dowolną ilością bagażu. Obie powyższe kategorie zesłańców podróżowały bez kajdan, choć pod konwojem.
Pobyt na zesłaniu. Każdemu zesłańcowi przysługiwał jednorazowy zasiłek na osiedlenie (często w postaci ziarna i materiałów) o ile osiedlał się na wsi. Oprócz tego osoby pochodzenia szlacheckiego dostawały rocznie 57 rubli pensji, a osoby niepełnosprawne lub stare 114 rubli i czasami możność zamieszkania w państwowym przytułku. W praktyce często świadczenia te wypłacano nieregularnie i z opóźnieniami. Kwota 57 rubli nie wystarczała do przeżycia, dlatego prawie wszyscy zesłańcy szukali jakiejkolwiek pracy zarobkowej, choć nie było przymusu prawnego.
--Zesłania w ZSRR (po Agresja ZSRR na Polskę) -->